# Тосекі-Мару
Тосекі-Мару — корабель, який під час Другої світової війни брало участь у операціях японських збройних сил. 
Судно спорудили в 1935 році на верфі Osaka Tekkosho Honsha Kojo для компанія Nippon Suisan.  
10 грудня 1941-го «Тосекі-Мару» реквізували для потреб Імперського флоту Японії і переобладнали у мисливець за підводними човнами. 
10 серпня 1944-го «Тосекі-Мару» перебував в районі на південь від острова Целебес (Сулавесі), де був виявлений та потоплений американським підводним човном USS Cod.